# 樋口栞帆
樋口 栞帆（ひぐち しほ、1999年6月22日 - ）は、日本の女子バスケットボール選手である。ポジションはパワーフォワード。Wリーグの姫路イーグレッツ所属。

## 来歴
静岡県出身。
浜松開誠館高校でウィンターカップベスト8を経験し、江戸川大に進学。
卒業後は、Wリーグに新規参入する姫路イーグレッツに加入。